# Resolució 1838 del Consell de Seguretat de les Nacions Unides
La Resolució 1838 del Consell de Seguretat de les Nacions Unides, adoptada per unanimitat el 7 d'octubre de 2008, fa una crida a les nacions amb vaixells en la regió de la pirateria somalina a aplicar la força com a mitjà per reprimir els actes de pirateria. Recomana també que els estats utilitzin tant forces navals com aèries per lluitar contra aquest delicte. El text va ser redactat per les autoritats franceses.